# James Campbell Brown

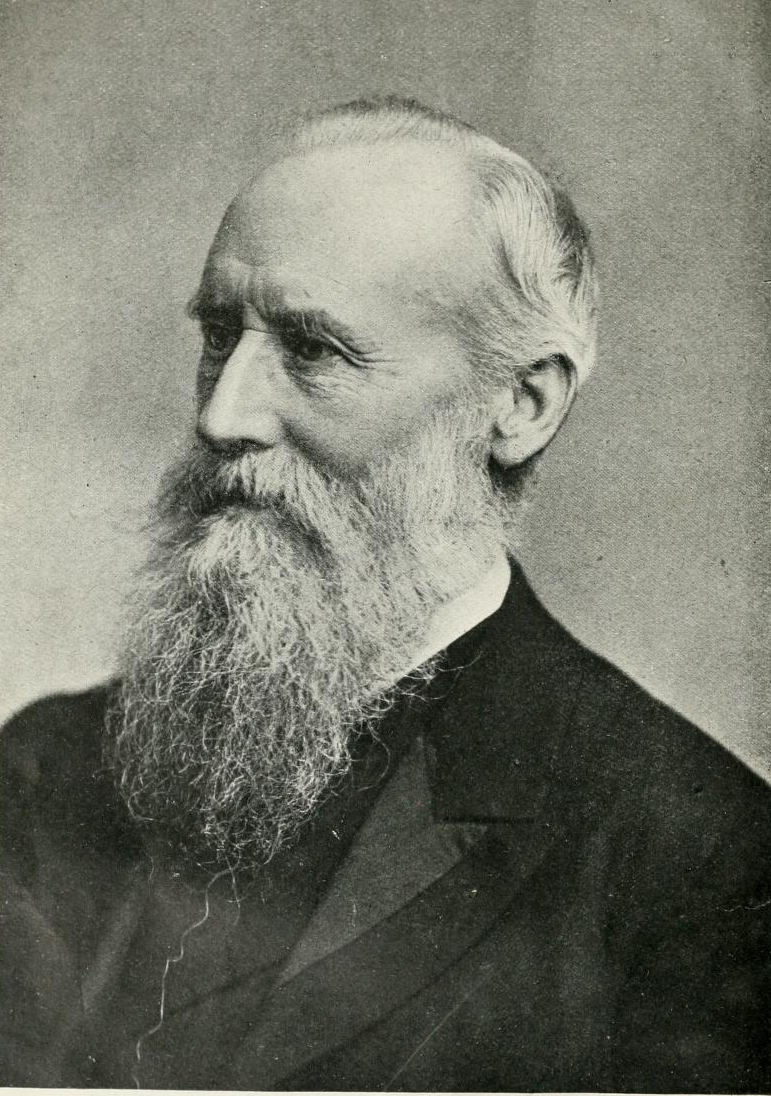
James Campbell Brown

James Campbell Brown (* 31. Januar 1843 in Aberdeen; † 14. März 1910 in Liverpool) war ein schottischer Chemiker und Professor an der University of Liverpool.
Brown wuchs in London auf, wo sein Vater Partner der Bow Common Alum Works war, und wurde von diesem zur Ausbildung nach Aberdeen geschickt. Er begann 1857 am Marischal College in Aberdeen Medizin zu studieren, wechselte dann aber zur Chemie und studierte am Royal College of Chemistry und der Universität London. Zu seinen Lehrern gehörten John Tyndall und August Wilhelm von Hofmann. 1867 erwarb er den Bachelor-Abschluss mit Bestnoten und 1870 wurde er promoviert.  1864 bis 1866 war er Assistent am Lehrstuhl für Chemie in Aberdeen und 1867 wurde Lecturer für Experimentalwissenschaften und Toxikologie an der Liverpool Royal Infirmary School of Medicine, die später mit dem University College vereinigt wurde. Er blieb dort den Rest seiner Karriere. 1872 wurde er auch städtischer Analytiker (Public Analyst) für Liverpool und richtete die entsprechenden Laboratorien ein. Nachdem er mehrere Grippekrankheiten überstanden hatte, starb er an Herzversagen.
Er war Ehrendoktor der Universität Aberdeen (L.L.D., 1907). 1908 wurde er Vizepräsident der Chemical Society of London.
In Liverpool hielt er auch Vorlesungen über Chemiegeschichte, die als Buch erschienen. Für die Erfindung eines Apparats zum direkten Messen der latenten Wärme bei Verdampfung (heutiger Fachbegriff: "Verdampfungsenthalpie") erhielt er eine Goldmedaille auf der französisch-britischen Ausstellung in London 1908 und es wurde mit einer weiteren Erfindung von ihm (ein Apparat zur Destillation von Fetten in einer Kathodenröhre) 1910 auf der britisch-japanischen Ausstellung gezeigt. Ein von ihm erfundenes Gerät zur Düngung von Teeplantagen wurde ein großer kommerzieller Erfolg, er selbst lehnte es aber ab, daran zu verdienen. 1904 erhielt er die Mamby Medaille der Institution of Civil Engineers für einen Aufsatz über Ablagerungen in Trinkwasser-Röhren und Kanälen.
Er war ab 1872 verheiratet. Brown hatte vielseitige Interessen und war auch ein hervorragender Botaniker.

## Schriften
- A history of chemistry from the earliest times, 2. Auflage, London 1920, Archive (mit Biografie von Henry Hilton Brown)
- Practical Chemistry: analytical tables and exercises for students, London, 2. Auflage 1882, Archive
- Essays and Addresses, London 1914, Archive

| Personendaten    | Personendaten                                                      |
| ---------------- | ------------------------------------------------------------------ |
| NAME             | Brown, James Campbell                                              |
| KURZBESCHREIBUNG | schottischer Chemiker und Professor an der University of Liverpool |
| GEBURTSDATUM     | 31. Januar 1843                                                    |
| GEBURTSORT       | Aberdeen                                                           |
| STERBEDATUM      | 14. März 1910                                                      |
| STERBEORT        | Liverpool                                                          |